# Воскобойников, Николай Николаевич
Никола́й Никола́евич Воскобо́йников (1836— 1882) — русский инженер, публицист, критик.

## Биография
Сын военного врача (с 1839 года ― главного доктора Ораниенбаумского госпиталя). Окончил Институт инженеров путей сообщения в Петербурге (1857). В 1859 году по его
проекту был построен новый Большой Каменный мост в Москве. Начал печататься в 1858 году (статья «Ладожский канал»), публиковал в журнале «Русский вестник» (1859), газетах «Санкт-Петербургские ведомости» (1860) и «Русский инвалид» (1861) статьи по вопросам железнодорожного строительства, в которых с либеральных позиций осуждал коррупцию, пренебрежение акционерных обществ государственными интересами. Одним из первых начал писать о положении рабочего класса в России: статья «Несколько вопросов о положении фабричных рабочих, преимущественно на петербургских фабриках» (1862), затрагивая такие темы, как жилищные условия рабочих, труд женщин и детей, штрафы, необходимость мер по охране труда. Наиболее громким выступлением Воскобойникова была статья «Перестаньте бить и драться, господа литераторы» (1860). Вопреки заявленному намерению умерить резкость литературных полемик, она лишь подлила масла в огонь, тем более, что позиция самого Воскобойникова отнюдь не была объективной: задевая «Русский вестник» и «Светоч», статья содержала резкий выпад против демократической журналистики, охарактеризованной им как «задний двор» словесности, и лично против И. И. Панаева, Н. Г. Чернышевского, Н. А. Добролюбова. Воскобойников призывал к применению «общественных и полицейских мер против этих господ, распространяющих невежество». С приходом в журнал «Библиотека для чтения» П. Д. Боборыкина (1863) Воскобойников стал постоянным сотрудником журнала. В 1863―1864 гг., служа офицером в Польше (куда, по желанию М. Н. Муравьёва, был направлен в качестве инженера, разрабатывавшего меры по безопасности движения на Петербургско-Варшавской железной дороге), печатал в журнале «Библиотека для чтения» (1863) статьи-обозрения «Польское дело» с установкой на полноту изложения фактов (при отрицательном отношении к повстанцам). В 1864 году, вернувшись в Петербург и выйдя в отставку, принял на себя хозяйственные хлопоты по изданию журнала «Библиотека для чтения» (в 1865 ― соиздатель журнала). После его прекращения (лето 1865) начал сотрудничать (с 1866) в газете «Московские ведомости» и в качестве её корреспондента был направлен в Вильно. Выехал оттуда в 1867 году с подпиской о невозвращении в Северно-Западный край и подчинением негласному полицейскому надзору. Поселившись в Москве, выполнял после смерти П. М. Леонтьева (1875) в «Московских ведомостях» и «Русском вестнике» функции администратора. М. Н. Катков очень дорожил Воскобойниковым. С конце 1860-х гг. Воскобойников печатался редко, преимущественно в газете «Современная летопись».
Был похоронен в Алексеевском женском монастыре.